# Margaretha van Bourbon-Dampierre
Margaretha van Bourbon-Dampierre (1211 - 1256) was als echtgenote van Theobald IV van Champagne (I van Navarra) gravin van Champagne en koningin van Navarra.
Margaretha was de dochter van Gwijde Archimbald van Bourbon en Guigone van Forez. In 1232 huwde ze met graaf (en latere koning van Navarra) Theobald IV van Champagne.
Hun kinderen waren:
Eleonora (1233-?), jong gestorven
Peter (-1265)
Margaretha (-1307), in 1255 gehuwd met hertog Ferry III van Lotharingen (1238-1303)
Theobald (1238-1270)
Hendrik (1240-1274)
Beatrix (1242-1295), in 1258 gehuwd met hertog Hugo IV van Bourgondië (1212-1272)